# Cúp quốc gia Scotland 1937–38
 Cúp quốc gia Scotland 1937–38 là mùa giải thứ 60 của giải đấu bóng đá loại trực tiếp uy tín nhất Scotland. Chức vô địch thuộc về East Fife khi đánh bại Kilmarnock trong trận đá lại Chung kết.

## Bán kết
| East Fife | v | St Bernard's |
| --------- | - | ------------ |
|           |   |              |

| Rangers                        | v | Kilmarnock |
| ------------------------------ | - | ---------- |
| Alex Venters · Willie Thornton |   |            |

### Đá lại
| East Fife | v | St Bernard's |
| --------- | - | ------------ |
|           |   |              |

#### Đá lại lần 2
| East Fife | v | St Bernard's |
| --------- | - | ------------ |
|           |   |              |

## Chung kết
| East Fife | v | Kilmarnock |
| --------- | - | ---------- |
| McLeod    |   | McAvoy     |

### Đá lại
| East Fife                               | v | Kilmarnock                |
| --------------------------------------- | - | ------------------------- |
| Danny McKerrell · McLeod · Larry Miller |   | Thomson (pen.) · McGrogan |